# يوشيكازو سوزوكي
يوشيكازو سوزوكي (باليابانية: 鈴木 良和) (1 يونيو 1982 في فوجيدا في اليابان – )؛ هو لاعب كرة قدم ياباني سابق كان يلعب كلاعب وسط.

## وصلات خارجية
- يوشيكازو سوزوكي على موقع رابطة كرة القدم اليابانية للمحترفين (اليابانية)
- يوشيكازو سوزوكي على موقع Soccerway.com (الإنجليزية)